# Гутланд

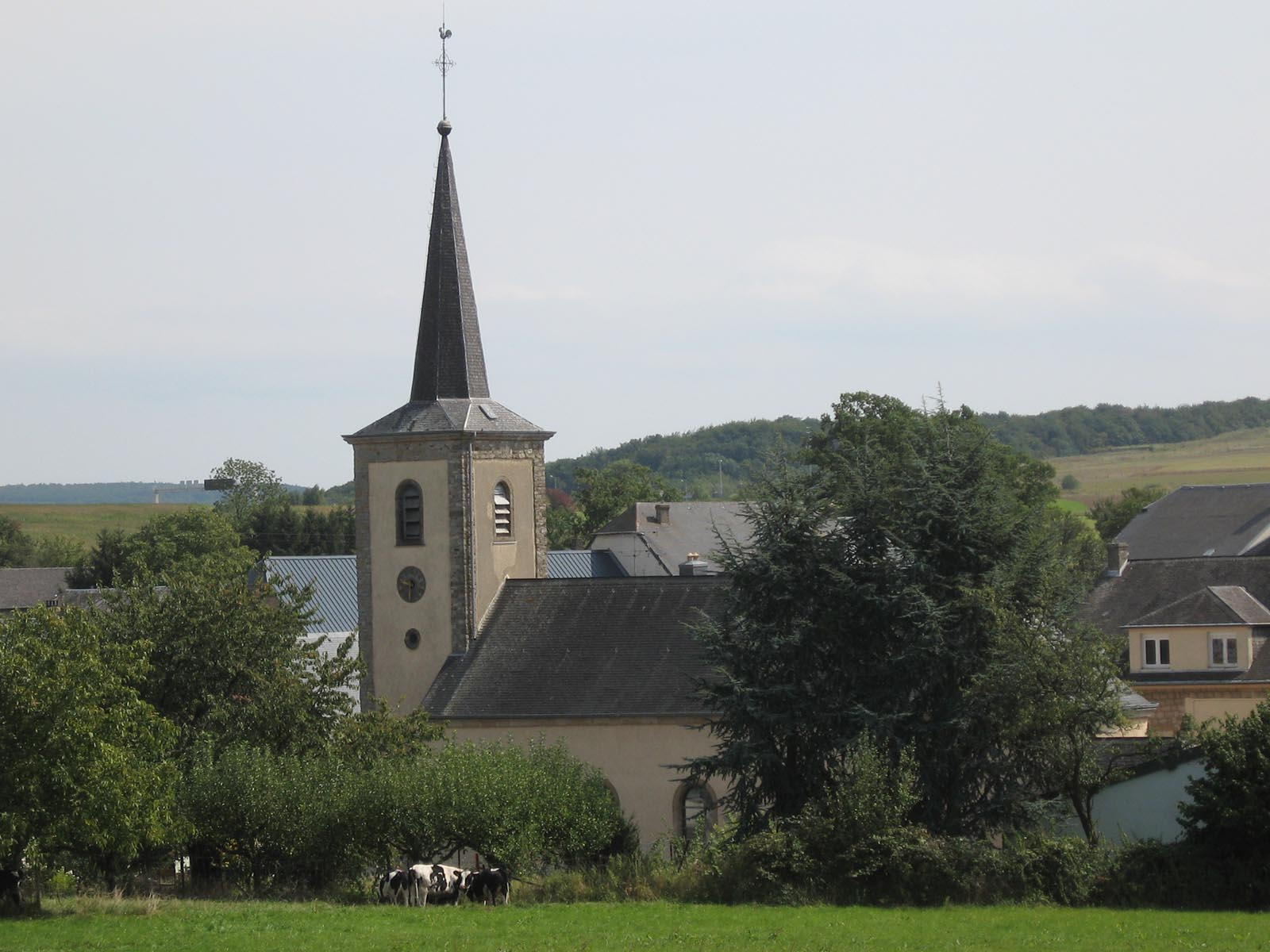
Бурмеранж.

Гутланд (люкс. Guttland, фр. Bon Pays, нем. Gutland) — район, охватывающий юг и центр Люксембурга. Гутланд занимает 68 % территории страны. К северу от Гутланда находится район Эслинг, который занимает остальные 32 % территории.
Гутланд не является однородной областью, он включает пять основных подрегионов: долину Семи замков, Маленькую Швейцарию, Люксембургское плато, Мозельскую долину и Красные земли. Несмотря на своё разнообразие, Гутланд имеет общие географические характеристики, как физические, так и социальные, которые отличают его от Эслинга.
В отличие от малонаселённого Эслинга, Гутланд является относительно урбанизированным. В то время, как в Эслинге всего один город с населением более 2 000 человек, в Гутланде 4 города с населением свыше 15 тысяч. Тем не менее, городские районы находятся в основном в кантонах Эш-сюр-Альзет и Люксембург, а остальные территории почти такие же малонаселённые, как Эслинг.
Гутланд более равнинный, чем Эслинг. Геологически Гутланд образован в основном из песчаника юрско-триасового периода, а Эслинг преимущественно из сланцев и кварцев девонского периода. В обеих частях растут леса, но в Эслинге они больше, что обусловлено темпами прироста населения. Большую часть территории Гутланда занимают сельскохозяйственные угодья (отсюда и название района).